# Esat Oktay Yıldıran
Esat Oktay Yıldıran (* 15. Februar 1949; † 22. Oktober 1988 in Ümraniye) war der leitende Offizier des Gefängnisses Diyarbakır, das den Beinamen Hölle Nr. 5 hatte. Yıldıran beteiligte sich aktiv an Folterpraktiken und Morden. Zahlreiche Insassen begingen Suizid oder starben während Hungerstreiks. Die meisten Opfer waren Kurden.

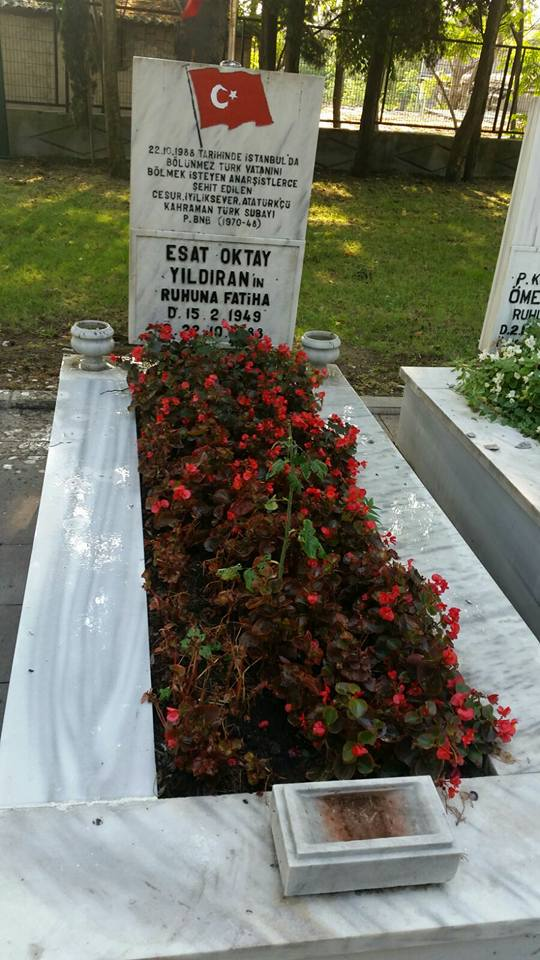
Esat Oktay Yıldırans Grab mit der Aufschrift: “Der mutige, das Gute liebende, kemalistische, türkische und heldenhafte Offizier der am 22. Oktober 1988 durch Anarchisten, die das unteilbare türkische Vaterland spalten wollten, zum Märtyrer wurde.”

## Leben
Über Yıldırans Leben ist wenig bekannt. Er war Berufssoldat, hatte in Zypern gedient und hatte den Rang eines Hauptmanns oder eines Obersts. Vom 24. Februar 1981 bis Ende 1984 war Yıldıran im Gefängnis eingesetzt. Zahlreiche Insassen berichteten später über die Zustände und Praktiken, darunter spätere Abgeordnete, PKK-Mitglieder oder PKK-Überläufer, linke und rechte Türken, z. B. Sakine Cansız, Gültan Kışanak, Ahmet Türk, Celal Paydaş, Orhan Miroğlu, Selim Çürükkaya, Şükrü Gülmüş, Nurettin Yılmaz, Mustafa Çakmak oder Mehdi Zana.
Yıldıran verprügelte, nötigte und quälte die männlichen und weiblichen Gefangenen. Unter seiner Ägide zwang man sie, menschliche Exkremente zu essen, überschüttete sie mit Kanalisationswasser, folterte sie mit Elektroschocks, vergewaltigte sie mit Schlagstöcken und vieles andere mehr. Yıldıran besaß einen deutschen Schäferhund namens Co („Joe“). Kışanak berichtete später, sie habe mehrere Monate in dessen Hundehütte verbringen müssen. Yıldıran hatte zudem die Angewohnheit, die Gefangenen vor dem Hund salutieren zu lassen, oder zwang sie, sich vor dem Hund zum Appell zu melden. In anderen Fällen hetzte er den Hund auf die Häftlinge.

## Tod
Esat Oktay Yıldıran wurde am 22. Oktober 1988 vor den Augen seiner Frau Serpil und seiner beiden Kinder erschossen. Der Attentäter soll „viele Grüße von Kemal, dem Lasen“ gerufen haben.

## Ehrungen
Esat Oktay Yıldıran wurde geehrt mit den Auszeichnungen Devlet Övünç Madalyası und Türk Silahlı Kuvvetleri Hizmet Övünç Madalyası.

## Nachwirkungen
Die Foltermethoden Yıldırans waren Thema der türkischen Fernsehserie „Bu Kalp Seni Unutur mu?“ Es wurden des Weiteren verschiedene Bücher über Yıldırans Folterpraktiken geschrieben. Eines der bekanntesten Bücher ist Mehdi Zanas „Hölle Nr. 5. Tagebuch aus einem türkischen Gefängnis“. Yıldıran wurde als Held und Märtyrer vor allem von kemalistischen Nationalisten geehrt. Im Jahre 2010 ließ die Stadtverwaltung von Fatih seinen Namen von einem Ehrenmal entfernen.